# Rasmus Lyberth

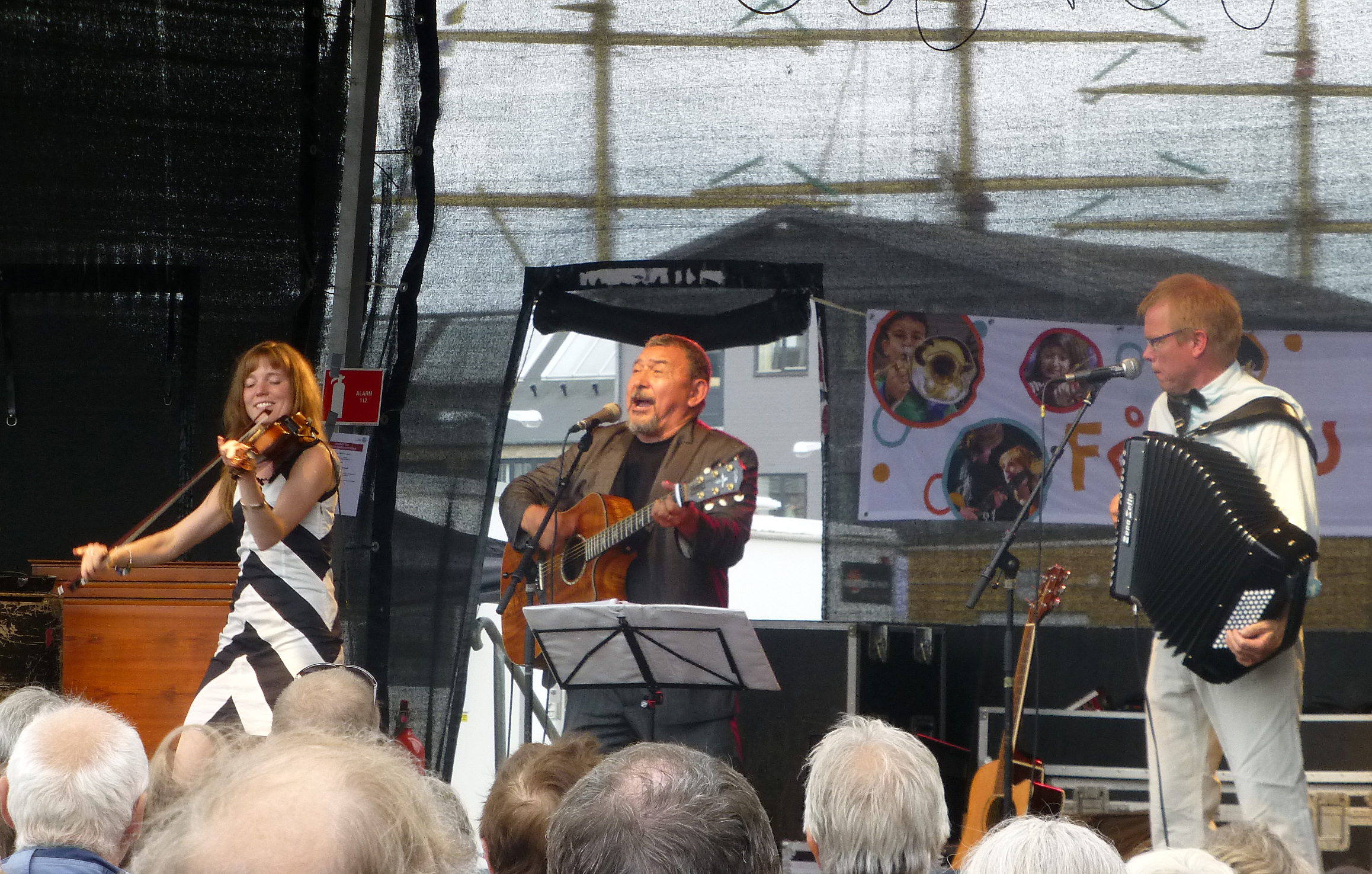
Rasmus Lyberth wraz z zespołem podczas koncertu na Tall Ships' Races w Aarhus (4 lipca 2013).

Rasmus Ole Lyberth (ur. 21 sierpnia 1951) – grenlandzki piosenkarz, autor tekstów i aktor. Od lat 70. jest jednym z najpopularniejszych artystów na grenlandzkiej scenie muzycznej. Jego muzyka jest także znana poza jej granicami.

## Życiorys
Rasmus Lyberth urodził się w Maniitsoq, ale dorastał w Nuuk. W wieku ok. 12 lat zaczął grać na gitarze. Mieszka w Danii (lipiec 2008). Jest synem nauczyciela i pisarza Erika Lybertha oraz Emmy Lyberth. W 1969 roku zaczął grać i śpiewać w Kopenhadze. W roku 1974 wydał swój pierwszy album Erningaa.
Po występie w filmie Qaamarngup uummataa w roku 1998 miał dłuższy okres muzycznej przerwy. Występował także na deskach grenlandzkiego teatru Tuukaq Teatret. Dał również wiele koncertów nie tylko w Danii i Grenlandii, ale także w kilku krajach Europy i Ameryki Północnej. Współpracował także z innymi muzykami, w tym z Christian Alvad i Lars Lilholt Band. W roku 2001 opublikował tomik poezji zatytułowany "Inuuneq asaguk inuunerup asammatit", (duń. "Elsk livet, for livet elsker dig"), a także rzeźbił figurki steatytowe.
Rasmus Lyberth otrzymał wiele nagród za jego upowszechnianie kultury grenlandzkiej, m.in. Foreningen Norden, Statens Kunstfond, a także był pasowany na rycerza przez duńską królową Małgorzatę II. Otrzymał również order Danebroga (Dannebrogordenen). Był dwukrotnie żonaty. Ma również troje dzieci z pierwszego małżeństwa.

## Dyskografia
- 1974: Erningaa
- 1978: Piumassuseq nukiuvoq (duń. Viljen er styrke)
- 1989: Ajorpianng
- 1989: Nanivaat
- 1992: Kisimiinngilatit (Kærlighed gør mig smuk)
- 1994: Nakuussutigaara
- 1998: Qaamaneq isinnit isigaara (Jeg ser lysglimt i dine øjne)
- 2001: Inuuneq oqaluttuartaraanngat (Når livet fortæller)
- 2006: Asanaqigavit (Kærligst)
- 2008: Hey Hey
- 2013: Inuunerup asammatit (For livet elsker dig, EP)

## Filmografia[2]

### Filmy
- 1984: Tukuma
- 1998: Qaamarngup uummataa (ang. Heart of Light, duń. Lysets hjerte)

### Seriale
- 2003, 2008: Nissernes Ø

### Muzyka
- 1984: Tukuma